# Ormosia pernodosa
Ormosia pernodosa là một loài ruồi trong họ Limoniidae. Chúng phân bố ở miền Tân bắc.